# Schloss Geratspoint

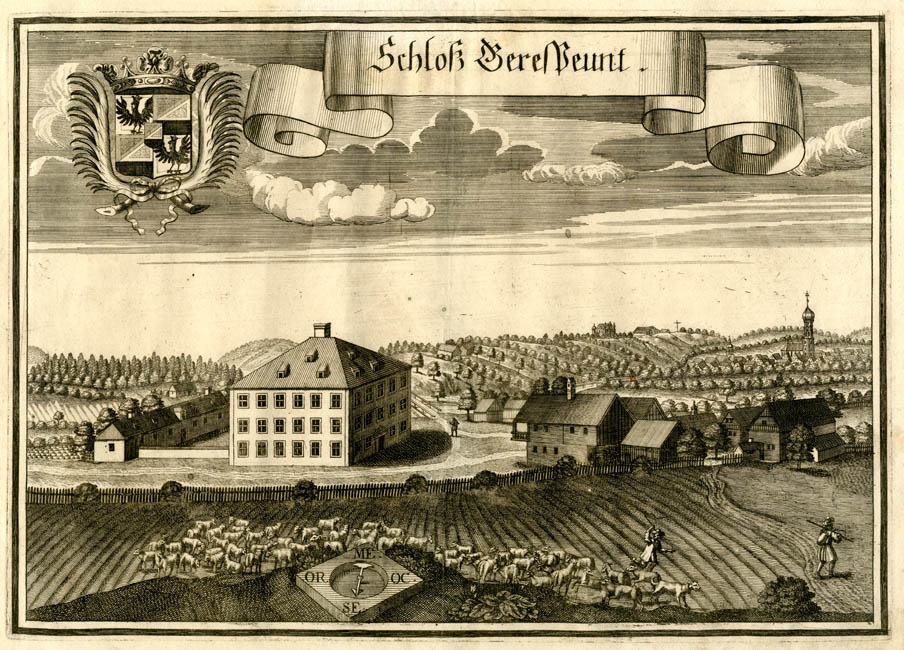
Schloss Geratspoint (Schloß GeresPeunt) nach einem Stich von Michael Wening (1726)

Das Schloss Geratspoint ist eine ehemalige Schlossanlage östlich von Geratspoint, heute einem Gemeindeteil der niederbayerischen Stadt Vilsbiburg im Landkreis Landshut. Die Anlage wird als Bodendenkmal unter der Aktennummer D-2-7540-0096 als „untertägige mittelalterliche und frühneuzeitliche Befunde im Bereich des abgegangenen Hofmarksschlosses von Geratspoint, darunter Spuren von Nebengebäuden, Vorgängerbauten bzw. älterer Bauphasen. Siedlung vor- und frühgeschichtlicher Zeitstellung“ geführt.

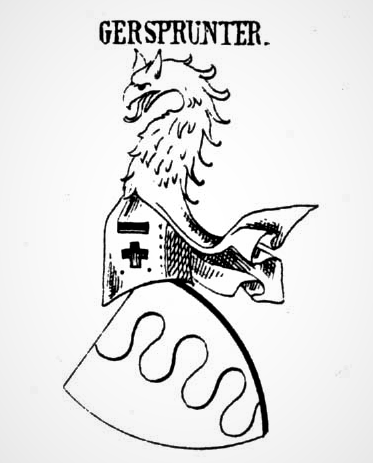
Wappen der Geratspointer von Geratspoint

## Geschichte
Geratspoint zählt zu den Gründungen der Aribonen. Begünstigt wurde die Gründung durch den Übergang über die Große Vils und eine Handelsstraße, die auch zu der gegenüberliegenden romanischen Burganlage Edenfurt führte. Der Name Geratspoint ist ein Patronym, das von dem Namen Gerold oder Gerald sowie dem zweiten Bestandteil Peunt in der Bedeutung einer umfriedeten Wiese, abgeleitet ist. Der erste urkundlich hier nachweisbare Besitz gehörte dem Kloster Sankt Veit in Neumarkt-Sankt Veit. Auf dem klösterlichen Dienstgut entwickelte sich das Ortsadelsgeschlecht der Geratspointer.
Ein Ulrich Geratspointer heiratete kurz nach 1300 Regina von Seyboldsdorf, denen Otto der Leberskircher und seine Schwester Elisabeth 1340 einen Hof in Schalkham verkauften. Am 25. November 1389 wurde ein Michael Geratspointer als Siegler einer Urkunde des Klosters Seligenthal genannt. Ein Erhard I. von Geratspoint heiratete um 1372 Gertraud Tölkner; ihr Vater Thomas Tölkner war Pfleger in Neumarkt an der Rott; zwei weitere Tölkners waren Äbte im Kloster Sankt Veit. Deren Sohn Asm (= Erasmus) heiratete um 1400 eine Hundhaimerin. Dadurch fiel der Sitz zu Hundham an die Geratspointer. Erhard II. von Geratspoint heiratete 1411 Ursula, die Tochter des Thomas Daxauer, Pfleger von Eberspoint. Am 3. Juli 1419 verkauften Michael Gerspeunter der Ältere und seine Frau Dorothea, geborene Hauzenberger, dem Geistlichen Ulrich Rogler, Chorherr zu Mělník, den großen und den kleinen Zehent „in dem Harbach“. 1463 erschien ein „Michel Gerspeunter zu Gerspewnt“ bei einem Streit mit Leopold Griestetter vor dem Rentschreiber von Landshut. Am 9. April 1472 verkaufte Leopold Griestetter das herzogliche Lehen zu Rothenwörth an den „Edlen und Weisen“ Michael Geratspointer. Von 1488 wurde Michel Gerspewnter in einer anderen Erbschaftsangelegenheit vor der Landschranne zu Biburg genannt. Der Sitz zu Geratspoint hat 1463 bereits bestanden und ist 1506 als solcher nachgewiesen. 1520 verkaufte Michel Gerspointer die Hofmark an Wolfgang Hack zu Haarbach, Pfleger zu Geisenhausen. 1568 kauften Christoph Hauzenberger zu Söll und sein Bruder Veit die Hofmark von Wolfgang Hack von Haarbach. Nach dem Tod des Christoph Hauzenberger ging Geratspoint an dessen Witwe Maria, geborene Offenhaimerin zu Guteneck und dann an deren Tochter Sidonia (Susanna) über. 1597 war die Hofmark im Besitz der Susanna Hautzenperger. Diese war in erster Ehe mit Johannes Freiherr von Schönburg bei Teising verheiratet. In zweiter Ehe heiratete sie den zunächst lutherischen Christoph von Ellerching zu Mämbling und Hueb, dieser konvertierte in Altötting. Deren Tochter Maria Anna († 23. Dezember 1633 in Neuötting), geborene von Schönburg, heiratete am 17. November 1591 den Hilpolt von Neuhaus († 6. August 1634) und in dessen Familie verblieb der Besitz fortan. Seit 1696 ist Geratspoint eine geschlossene Hofmark. Als Letzter wurde hier Joseph Maria Nicola Reichsfreiherr von Neuhaus genannt. Mit seinem Tod († 1758) starb dieses Geschlecht aus und seine Tochter Maria Josepha von der Wahl erbte 1759 den ganzen Besitz. Sie war verheiratet mit dem Reichsgrafen Generalfeldmarschall Leutnant Franz Xaver von der Wahl auf Aurolzmünster und verstarb 1807. In Geratspoint befand sich ein am 5. September 1820 bestätigtes Patrimonialgericht II. Klasse, dessen Gerichtsherr Freiherr von Axter war, ihm folgten im gleichen Jahr die Grafen von Deroy. Seit 1823 bildeten die Patrimonialgerichte Geratspoint, Hundspoint und Psallersöd ein einziges Patrimonialgericht mit dem Gerichtssitz Geisenhausen und dem dortigen Gerichtshalter Michael Bauer. Am 30. Dezember 1833 kaufte der Minister Graf Maximilian von Montgelas auch die Hofmark Geratspoint von Ritter von Mayern. Am 4. Juni 1848 endete die gutsherrliche Gerichtsbarkeit und die Güter wurden an Bauern verkauft.

## Beschreibung
Die Anlage befand sich 150 m östlich des Ortes Geratspoint in der Nähe der mäandrierenden Großen Vils. Ob dieses ein Nachfolgerbau des nahe gelegenen Burgstalls Geratspoint ist, ist nicht bekannt. Nach dem Stich von Michael Wening war das barocke Schloss um 1726 ein dreigeschossiger quadratischer Bau mit sechs Fensterachsen, der von einem Walmdach mit einzelnen Gaupen gedeckt war. Der Haupteingang befand sich auf der westlichen Seite, die zum Hofbauern hinschaut. Die Südseite schaute zur Vils; hier befindet sich auch heute noch ein Teich. An der Nordseite führte die ehemalige Straße nach Gerzen vorbei. Östlich davon befand sich eine eingeschossige Häuserzeile (Stallungen), die mit einer niedrigen Mauer mit dem Schloss verbunden war. Im Westen lagen die Gebäude des Hof- oder Schlossbauern. Im Hintergrund ist mit einer Brücke der Übergang über die Vils zu erkennen. Rechts ist im Hintergrund der Zwiebelturm der Pfarrkirche von Vilsbiburg zu sehen. Auf dem Stich ist das Wappen der Herren von Neuhaus zu sehen.
Da die Schlösser der Adeligen von Neuhaus nicht bewohnt wurden, gerieten sie zunehmend in Verfall bzw. wurden zum Raub der umliegenden Bauern. Das Schloss wurde 1850 abgerissen und die Schlossstelle ist heute von einer Wiese bedeckt.